# Szlak Dawnego Górnictwa

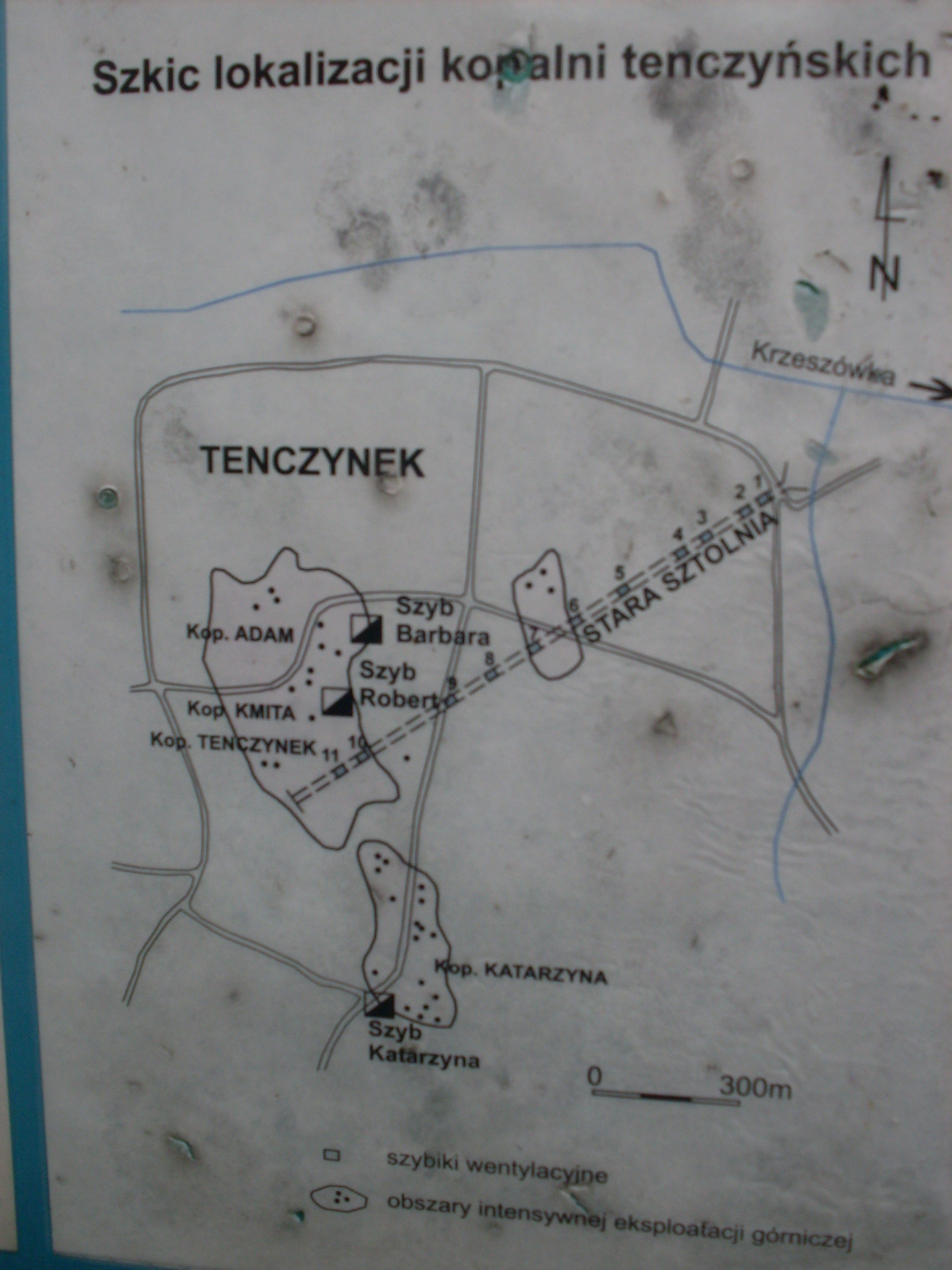
Szkic lokalizacji kopalni tenczyńskich - tablica.

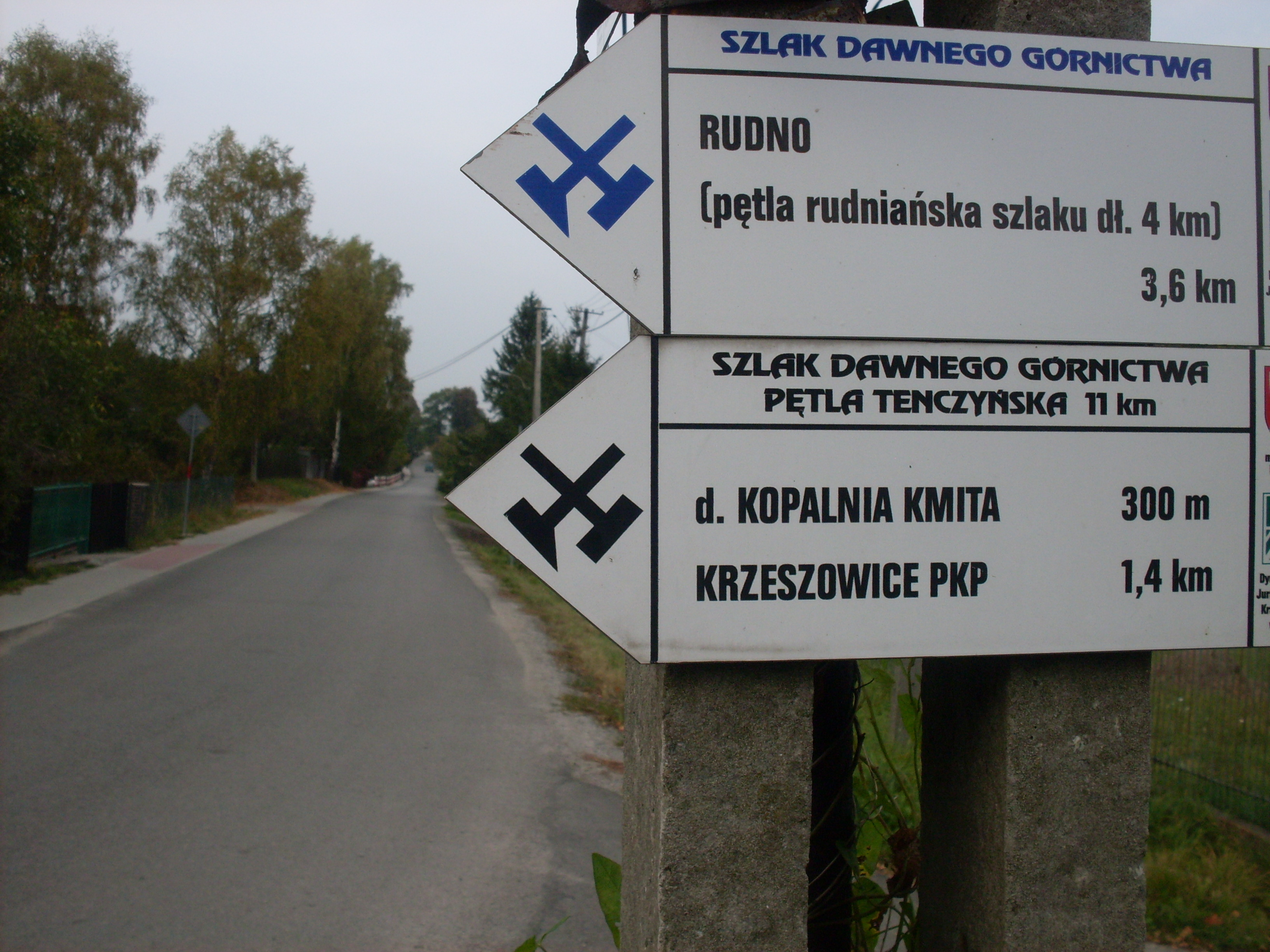
Szlak Dawnego Górnictwa. Tenczynek ul. Chłopickiego.

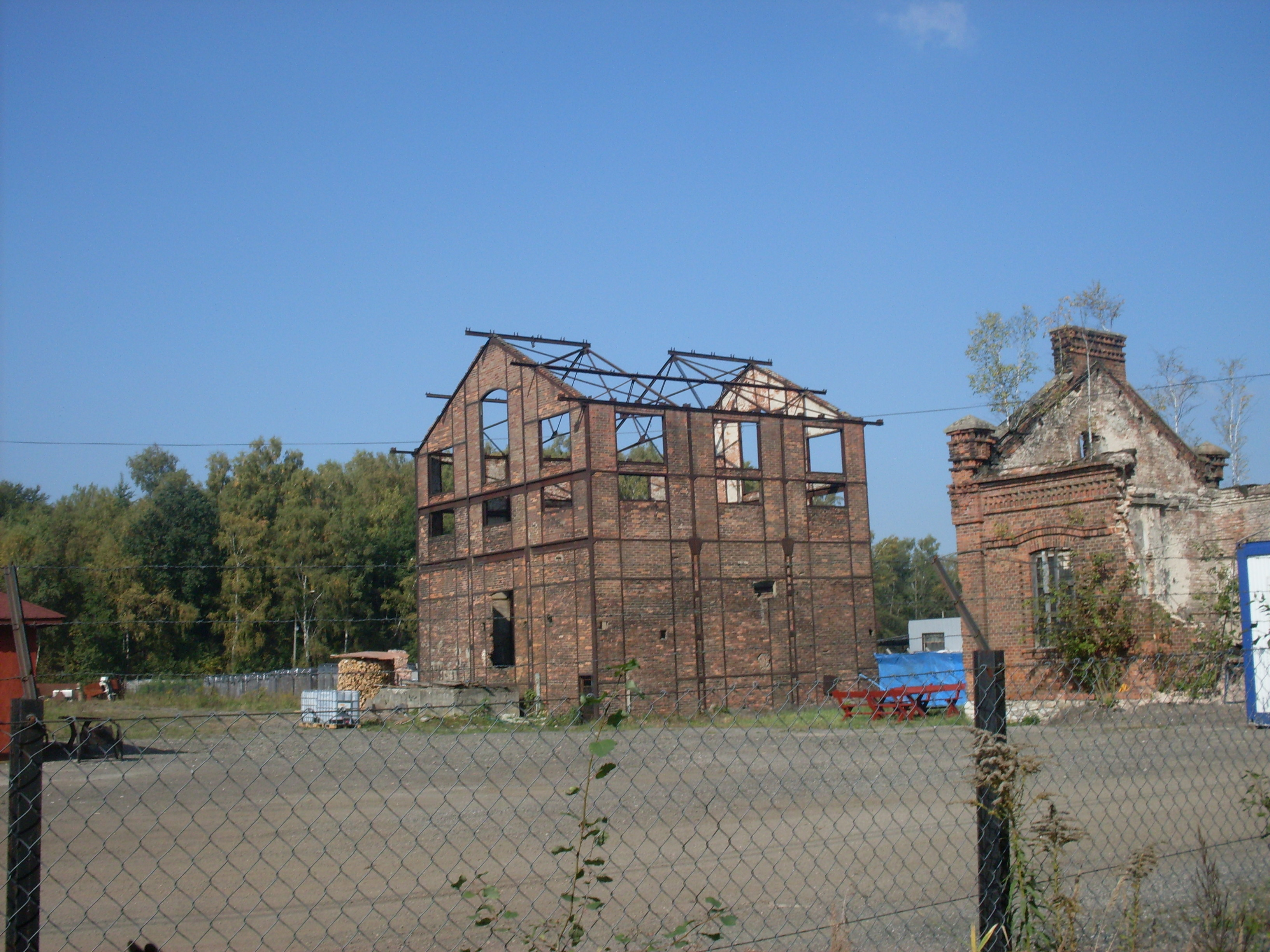
Ruiny budynków dawnej KWK Krystyna I.

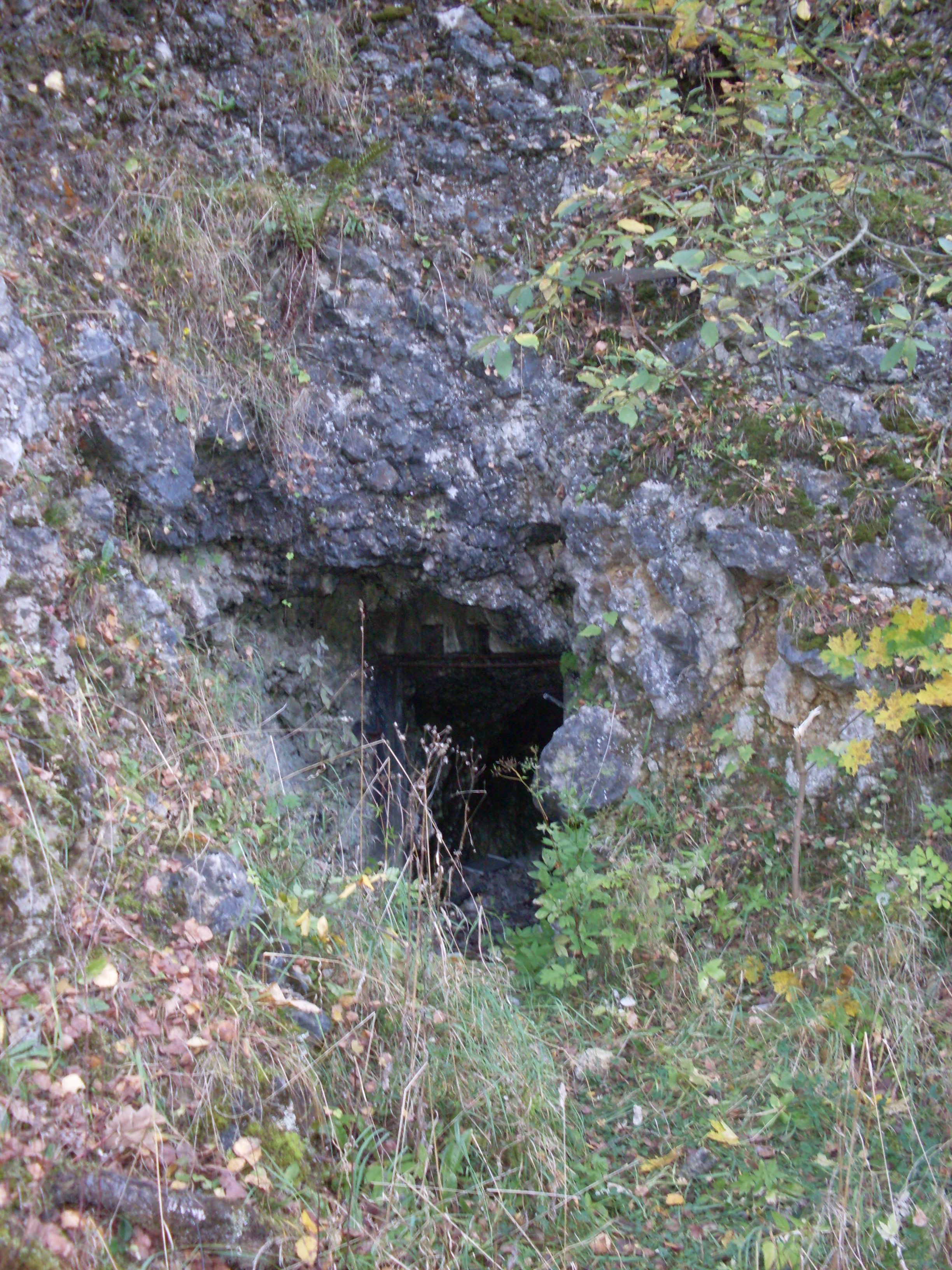
Stara Sztolnia - zasypany szyb kopalniany

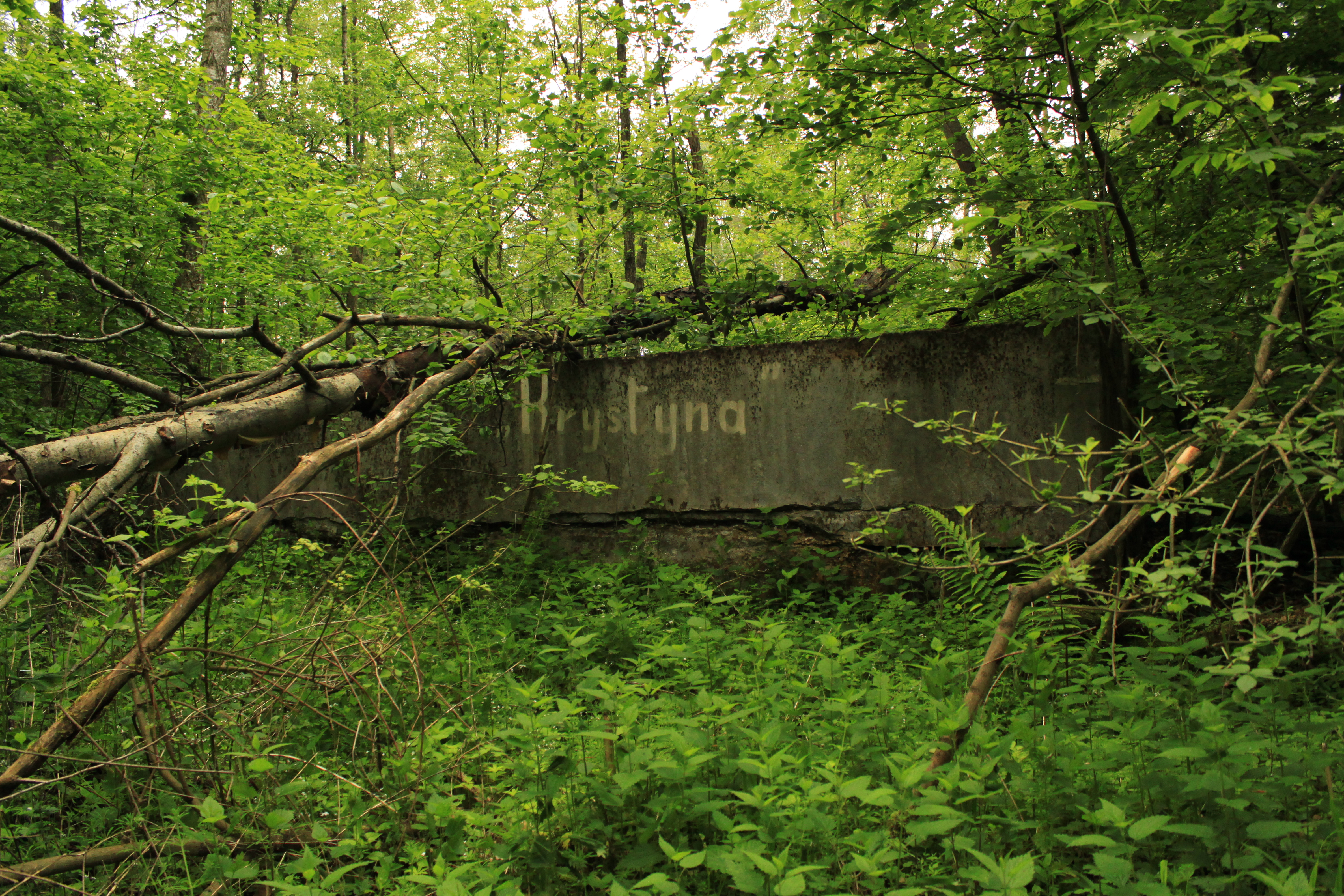
Teren byłej KWK Krystyna II

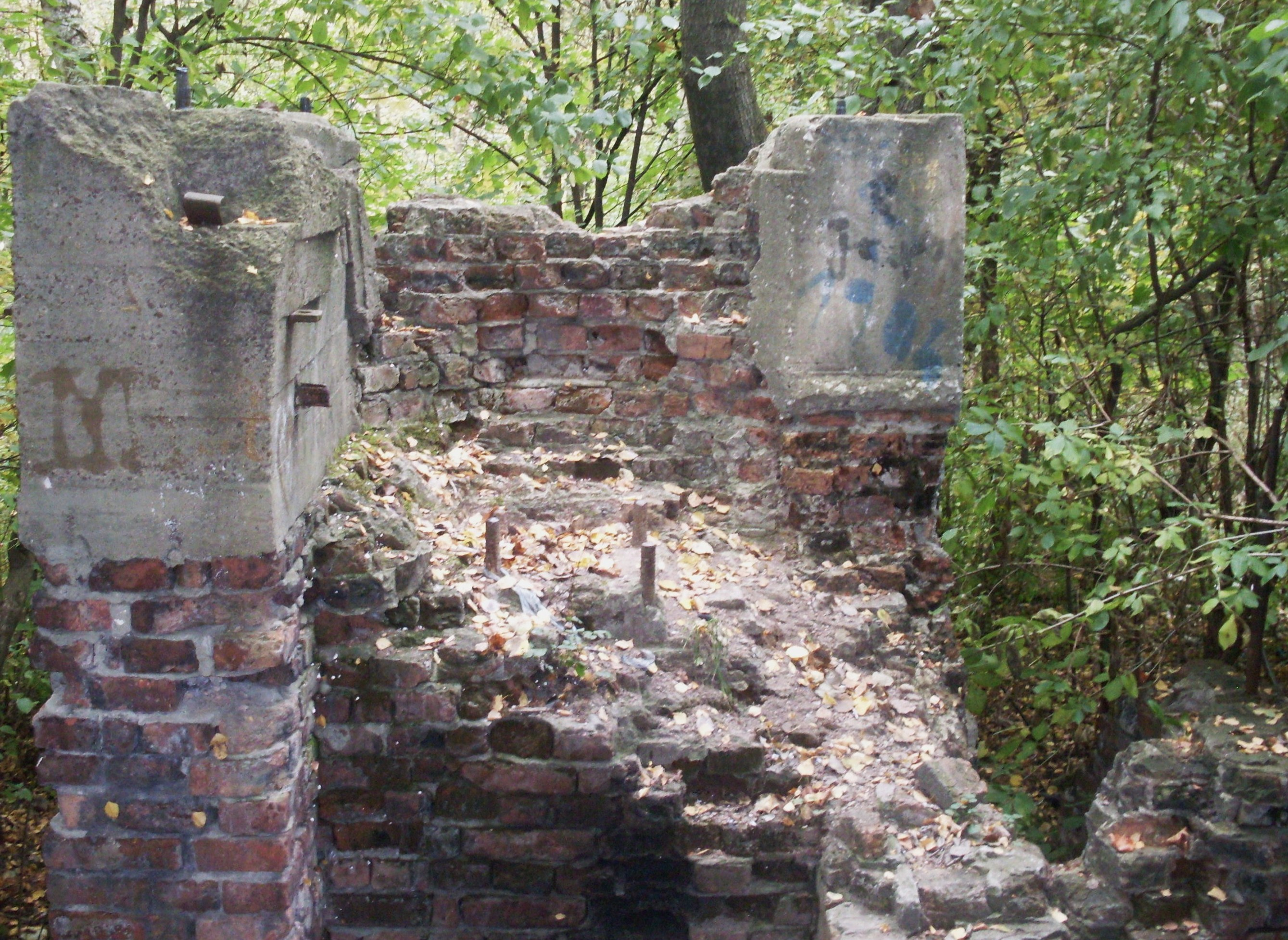
Kopalnia Węgla Kamiennego Tenczynek – były szyb

Szlak Dawnego Górnictwa Węglowego – szlak turystyczny (ścieżka dydaktyczno-turystyczna) w Tenczyńskim Parku Krajobrazowym w gminie Krzeszowice, poprowadzona w 1999 roku wg projektu Jacka Płonczyńskiego i Józefa Boratyna - geologów-kartografów z Przedsiębiorstwa Geologicznego S.A w Krakowie (bibliografia), opracowana na zlecenie Dyrekcji Zespołu Jurajskich Parków Krajobrazowych w Krakowie.
Szlak rozpoczyna się przy krzeszowickiej stacji kolejowej wiedzie przez dawny most bocznicy kolejowej na Gwoźdźcu, pierwszy przystanek znajduje się przy byłej sztolni kopalni Krystyna. Następny przy byłym wapienniku. Szlak wiedzie przez Ułańskie Zdrowie na tereny byłej kopalni Krystyna II na tzw. Okrągliku, gdzie znajduje się kolejny przystanek. Na pobliskiej Górze Czerwieniec umieszczony jest kolejny przystanek, gdzie mieści się geologiczne stanowisko dokumentacyjne na terenie dawnego kamieniołomu piaskowca. Następny przystanek znajduje się przy Kopalni Diabazu Niedźwiedzia Góra. Kolejny natomiast jest przy byłej kopalni Krystyna I. Potem biegnie na północny wschód w kierunku Tenczynka (części Podlesie) koło byłych kopalni Katarzyna, Kmita, Tenczynek oraz Ludwik, Gluckauf, Roman, Danuta, Adam, Barbara, Robert, a potem przez Buczyna.
Na terenie zagłębia tenczyńskiego zachowały się pozostałości dawnego górnictwa. M.in. rozległe hałdy poeksploatacyjne, leje po szybach, byłe budynki kopalń, resztki fundamentów oraz wiele płytkich szybików znajdujących się w Lesie Zwierzynieckim. Ten w sumie 16 km szlak (pieszy lub rowerowy), łączy także kilka stanowisk geologicznych o podstawowym znaczeniu dla poznania budowy geologicznej obszaru krzeszowickiego, jednego z najciekawszych pod względem geologii i morfologii w Polsce.
Tenczynek to także dawny ośrodek górnictwa węglowego, wzmiankowany po raz pierwszy w 1659. Jego ranga wzrosła w latach dwudziestych XIX wieku, później powstawały kolejne kopalnie, zwane często żeńskimi imionami: Krystyna, Barbara, Katarzyna. Ostatnia z nich - Krystyna - była eksploatowana do 1955.
W pobliżu Tenczynka przebiega wschodnia granica Górnośląskiego Zagłębia Węglowego. Łączna miąższość formacji węglonośnej sięga tu 900 m. Pokłady mają miąższości od 0,2 do 7,1 m; są bardzo zmienne, zazwyczaj cienkie (ok. 1 m). Do najgrubszych pokładów należą: 118 (miąższość do 2,7 m), 209 (do kilku m), 302 (do 2,6 m), Adam (do 1,8 m), Andrzej I (do 1,7 m), Andrzej II (do 1,9 m). Eksploatacja była prowadzona w obszarach najpłytszego występowania węgla pod cienkim nadkładem czwartorzędowym - głównie w Kotlinie Tenczynka.
Najwcześniejsza wzmianka o występowaniu węgla w okolicy Tenczynka pochodzi z 1627. Wówczas wspominał o niej Szymon Starowolski. W roku 1659 wspomniano o nim w dziele Cellariusa. Pierwsze kopalnie z regularnym i planowym wydobyciem węgla powstały pod koniec XVIII w. były to kopalnie Adam i Rieda. W 1821 powstały w Tenczynku dwie huty cynku. Węgiel tenczyński stał bardzo ceniony po uruchomieniu w 1847 linii kolejowej z Krakowa do Mysłowic przez Krzeszowice. W latach 1864–1869 powstały nowe kopalnie m.in. Katarzyna, Kmita, Barbara i Andrzej, a także mała kopalnia pod wzgórzem zamkowym w pobliskim Rudnie (szyb Bolesław i sztolnia Franciszek). W 1891 założono kopalnię Franciszek, a w 1895 największą - Krystynę, która jednak została zatopiona w 1929.
Wiosną 1895 rozpoczęto drążenie sztolni odwadniająco-transportowej o długości 2150 m. Jej wylot znajdował się w Gwoźdźcu (Stara Sztolnia) w pobliżu bocznicy kolejowej, łączącej Krzeszowice z szybem wydobywczym i mostem kolejowym z 1911. W czasie II wojny światowej i do 1955 istniała kopalnia Nowa Krystyna (Upadowa Krystyna, Krystyna II), obejmująca część dawnej Kmity (Tenczynek, Szczęść Boże, Bereza) i wschodnie pola wydobywcze Krystyny. Złoże było udostępnione dwoma upadowymi, a urobek wydobywano szybem na tzw. Okrągliku.
Ogółem w okolicy od XVIII w. do 1955 istniało aż 17 kopalń, które wydobywały od kilku tysięcy ton do 1,8 mln ton – najwięcej w kopalni Krystyna.
W roku 1950 w wyniku nacjonalizacji byłe kopalnie (pola górnicze) przejęto na własność Państwa.
Pozostałości śladów po dawnej eksploatacji węgla zachowało się głównie w rejonie kopalni Krystyna I(budynki nadszybia szybu o głębokości 181 m oraz zdewastowane budynki mieszkalne jej pracowników) i Krystyna II (rozległe hałdy poeksploatacyjne z licznymi okruchami węgla, resztki betonowych fundamentów, nasypów i dróg dojazdowych), a na zachód od nich wiele płytkich szybików w rejonie wychodni pokładu Andrzej, będących najlepiej zachowanym miejscem do powierzchniowych obserwacji serii węglonośnej w tym rejonie. W rejonie kopalni Kmita zachowały się miejsca zasypanych szybów i szybików, hałd z łupkami ilastymi, piaskowcami, węglem oraz dróg dojazdowych, a przy szybie Robert fragmenty ceglanej podmurówki maszynowni i zabudowania ostatnich właścicieli kopalni (tzw. Hromkówka).
Ścieżka składająca się z dwóch pętli, które łączą najciekawsze obiekty związane z historyczną eksploatacją węgla kamiennego w rejonie Tenczynka i Rudna koło Krzeszowic.
Pętla Tenczyńska
- Długość: ok. 12 km
- Liczba przystanków: 10 
  1. była sztolnia dawnej kopalni Krystyna II,
  2. dawny kamieniołom wapieni górnej jury,
  3. odsłonięcie wapieni jury środkowej,
  4. resztki zabudowań dawnej kopalni Krystyna II,
  5. odsłonięcie wapieni jury środkowej na Górze Czerwieniec,
  6. kamieniołom diabazu Niedźwiedzia Góra
  7. resztki zabudowań dawnej kopalni Krystyna II,
  8. obszar dawnej kopalni Kmita wraz z pobliskimi kopalniami w najbliższym sąsiedztwie: Tenczynek, Katarzyna, Ludwik, Gluckauf, Roman, Danuta, Adam, Barbara, Robert.
  9. skałka pod sosną – 4,5-metrowej wysokości skałka zbudowana ze zlepieńca złożonego z okruchów różnych skał (m.in.: łupki ilaste),
  10. Ponetlica (Tenczyńska Góra)

Pętla Rudniańska
- Długość: ok. 4 km
- Liczba przystanków: 3
  1. obszar dawnej kopalni Rudno,
  2. dawny kamieniołom melafiru,
  3. Zamek Tenczyn

W latach 1864–1869 powstała mała kopalnia pod wzgórzem zamkowym w Rudnie (szyb Bolesław i sztolnia Franciszek). W 1891 założono kopalnię Franciszek. Widoczne są leje po szybach wydobywczym i wentylacyjnym kopalni Rudno oraz sztolni Franciszek i hałd. W Rudnie była również kopalnia melafiru. Szlak biegnie w rejonie kopalni: Janina, Rudno, Franciszek, Józef.